# 三尊天井

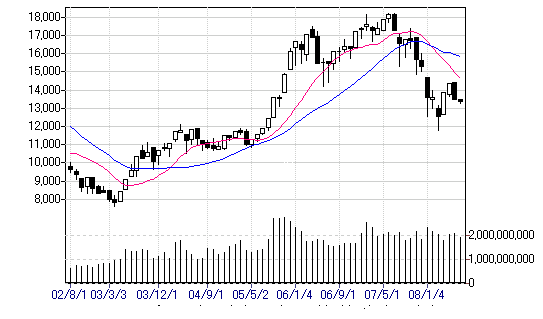
日経平均株価の週足（明確に三尊天井を付けていることが読み取れる、2002年8月 - 2008年7月）

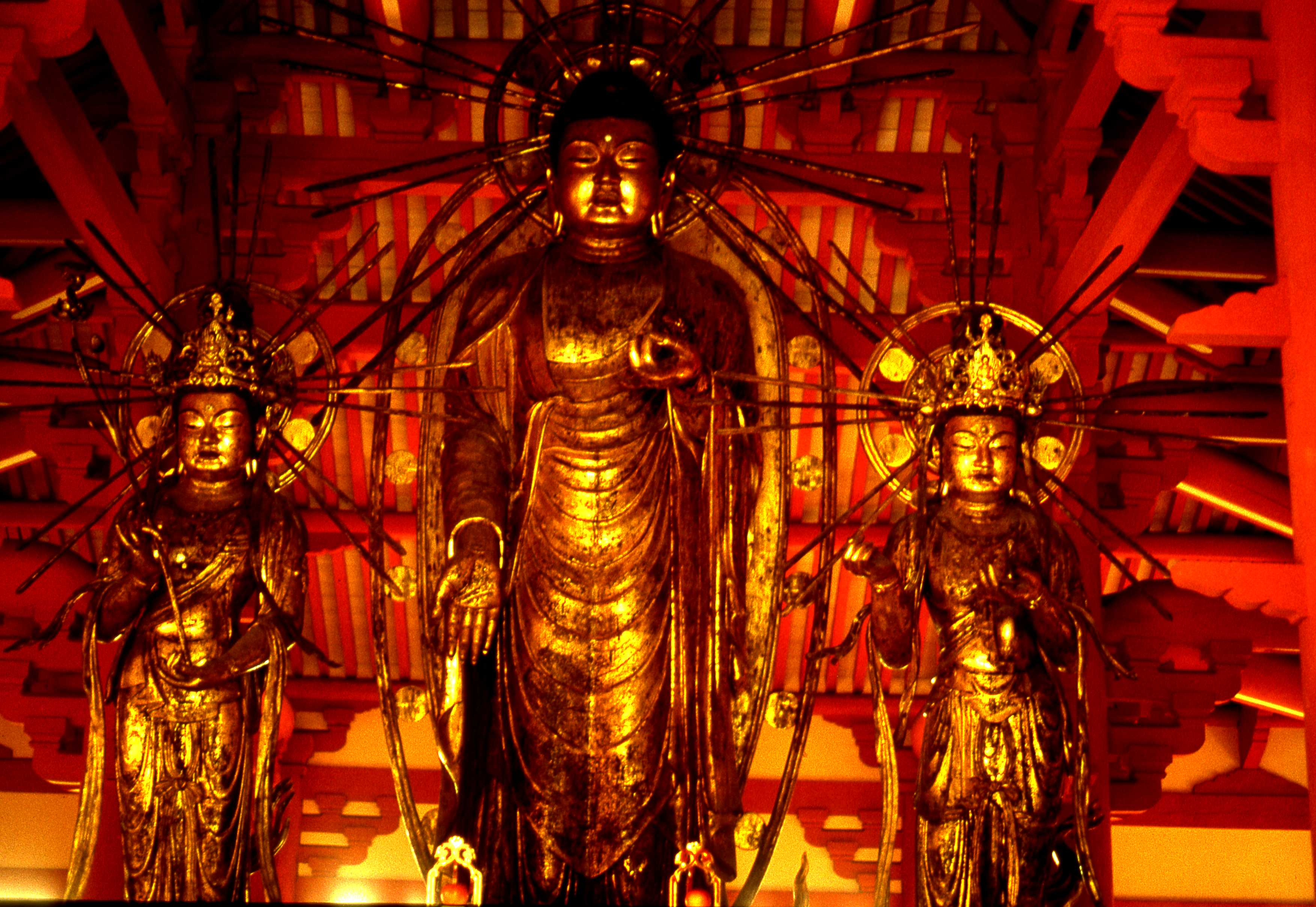
脇侍を従えた阿弥陀を中心とする三尊仏（浄土寺）。三尊天井の名の由来である。

三尊天井（さんぞんてんじょう）とは、証券用語で株価などの推移を時系列に図示したチャート上において高値圏でしばしば見られる形状の一つで、3つの山形を示し、中央の山が最も高くなる。この形状のチャートの出現は、今までの相場の上昇が終了し、今後近い内に下降局面に入ることを示すとされる。

## 概要
大きな相場ではしばしば相場が成熟してくると、上昇ピッチが加速され、高値をつけていったん天井を打つ。その後、反落し安値を付けると再び上昇に向かい、先の高値を上回る高値を付ける。そして再び下落すると再度安値をつけて反転し、再び高値圏に向かおうとするがもし最高値を奪還できず反落した場合、その後は相場は下落に向かうとされる。
上述のように株価チャート上で山が三つできることを三尊天井と呼ぶ。特に高値圏で出現した場合は高い確率で強力な売りシグナルとなる。通常は中央の山が最も高いことが多いが、変則形もしばしば見られる。
仏像が脇侍を従えて3体並んでいるように見えることからこの呼び名がついた。酒田五法では「三山」と呼ばれる。トリプル天井と呼ばれることもある。英語では、人間の頭と両肩に見立てて head and shoulders（ヘッド・アンド・ショルダーズ）と呼ばれる。
三尊天井の上下を逆にしたチャートである逆三尊は、大底を示すものとして知られる。(酒田五法では「三川」と呼ばれる。)